# Corneliu Porumboiu
Corneliu Porumboiu (Vaslui, 14 de setembro de 1975) é um diretor de cinema e roteirista romeno.

O seu filme de 2006 12:08 Leste de Bucareste ganhou o prémio Caméra d'Or, no Festival de Cinema de Cannes. Ele é filho de árbitro de futebol Adrian Porumboiu. O seu filme de 2015  O Tesouro foi exibido na secção Un certain Regard no Festival de Cinema de Cannes de 2015 , onde ganhou o Prémio "Un Certain Talent".

## Filmografia
- Pe aripile vinului (2002)
- Călătorie la oraş (2003) (ganhou o Segundo Prêmio da Cinéfondation em 2004)
- Visul lui Liviu (2004)
- 12:08 Leste de Bucareste (2006) (A fost sau n-a fost?)
- A Polícia, Adjetivo (2009)
- Quando a Noite Cai em Bucareste ou Metabolismo (2013)
- Os não salvos (2013, escritor)
- O Segundo Jogo (2014)
- O Tesouro (Comoara) (2015)
- Gomera (2019)